# Dàoxuān
Dàoxuān (chinês:道宣; Wade-Giles: Tao-hsüan; 596 — 667) foi monge budista que escreveu tanto o Biografias continuadas de monges eminentes (續高僧傳 Xù gāosēng zhuàn) e o Desenho padrão para a construção de templos budistas.